# NGC 2146
NGC 2146 (другие обозначения — UGC 3429, MCG 13-5-22, ZWG 348.17, KCPG 110A, IRAS06106+7822, PGC 18797) — спиральная галактика с перемычкой (тип SBab/P), находящаяся в созвездии Жирафа на расстоянии от 30 до 84 миллионов световых лет (9,6—26,7 мегапарсек) от Солнца.
Этот объект входит в число перечисленных в оригинальной редакции «Нового общего каталога».

## Характеристики
Диаметр NGC 2146 составляет от 50 до 130 тысяч световых лет (разброс в значениях диаметра обусловлен разнящимися оценками расстояния до галактики). Характерная деталь галактики — плотные слои пыли спирального рукава, пересекающего её ядро. Учёные предполагают, что около 800 миллионов лет назад NGC 2146 столкнулась с меньшей по размерам галактикой, в результате чего произошла вспышка звездообразования.
В NGC 2146 зарегистрированы две вспышки сверхновых: SN 2005V и SN 2018zd. Первая относится к типу Ib/c, другая — к типу II (возможно, к IIn). Они были зарегистрированы, соответственно, в 2005 году и в 2018 году.
Тип сверхновой SN 2018zd не был окончательно определён ввиду недостаточной точности измеренного расстояния до включающей её галактики. Различные методы измерения дают расстояние от 9,6 Мпк до 26,7 Мпк. На 2022 год неизвестно, какое расстояние более правильно.